# Вельонек (Великопольське воєводство)
Вельонек (пол. Wielonek) — село в Польщі, у гміні Остроруґ Шамотульського повіту Великопольського воєводства.
Населення — 191 особа (2011).

## Демографія
Демографічна структура станом на 31 березня 2011 року:
|          | Загалом | Допрацездатний вік | Працездатний вік | Постпрацездатний вік |
| -------- | ------- | ------------------ | ---------------- | -------------------- |
| Чоловіки | 97      | 22                 | 62               | 13                   |
| Жінки    | 94      | 18                 | 53               | 23                   |
| Разом    | 191     | 40                 | 115              | 36                   |